# Sölvesborg (commune)
La commune de Sölvesborg est une commune du comté de Blekinge en Suède. 16 959 personnes y vivent. Son siège se trouve à Sölvesborg

## Localités
- Hällevik
- Hörvik
- Lörby
- Mjällby
- Nogersund
- Norje
- Pukavik
- Sölvesborg
- Ysane